# Judería

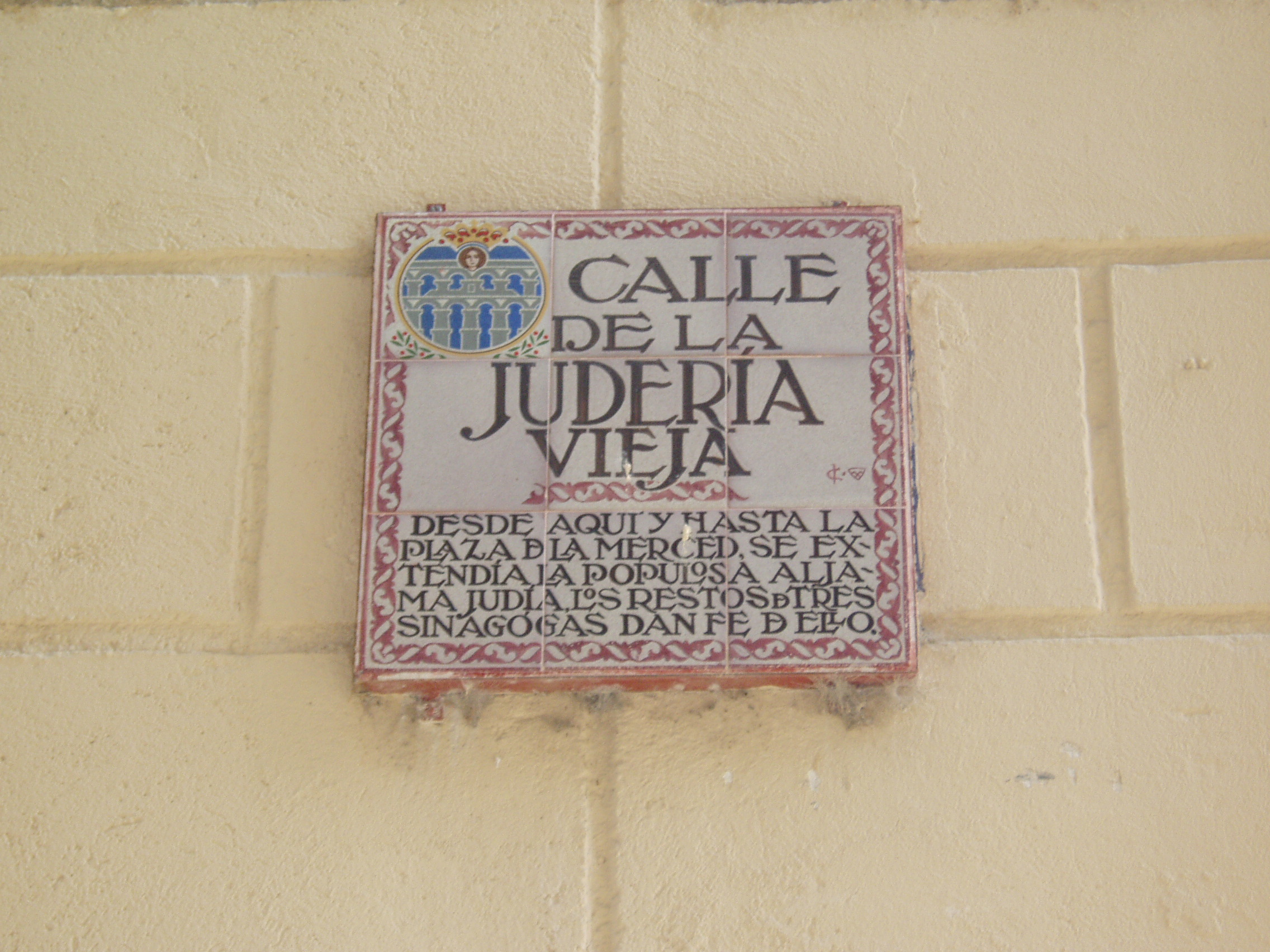
Judería von Segovia.

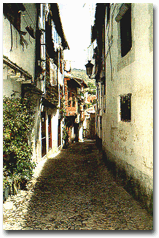
Gepflasterte Straße in der Judería von Hervás.

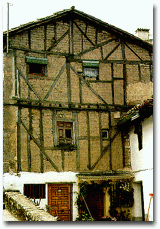
Haus in der Judería von Hervás.

Eine Judería (spanische Aussprache [xudeˈɾia]) oder das Judenviertel (jüdisches Stadtviertel) ist der Bereich in einer spanischen Stadt, in der die Juden per Gesetz leben mussten. Im weiteren Sinne wird dieser Begriff verwendet, um einen Stadtteil zu bezeichnen, in welchem die Mehrzahl oder alle Bewohner jüdischen Glaubens waren. 

## Historische Hintergründe
Unter Alfonso X. im 13. Jahrhundert wurde der Kodex „Las Siete Partidas“ rechtsgültig, wobei im Abschnitt „Partida Cuarta“, welche 256 Gesetze enthielt, u. a. auch eine Sammlung von Rechtsvorschriften niedergelegt wurde, die Regelungen für die jüdische Bevölkerung enthielten.
Ab dem 13. Jahrhundert erließen verschiedene spanische Monarchen Gesetze und Dekrete, die das Leben der Juden regelten. Diese Gesetze konnten Vorschriften über die Art der Wohnstätten, die maximale Anzahl der Juden in einer Stadt und sogar deren Zugang zu bestimmten Berufen enthalten.
Weitere königliche Dekrete in den folgenden Jahrhunderten, welche die spanischen Monarchen erließen, nahmen starken Einfluss auf die Lebensbedingungen der Juden in Spanien. Ein Beispiel ist ein Dekret, den Leyes de Ayllón, aus dem Jahre 1412 in dem eine rigorose Ghettoisierung der Juden verordnet wurde, so das Juden die Ansiedlung in bestimmten Gebieten erlaubte, aber gleichzeitig auch Einschränkungen mit sich brachte.
In der spanischen Inquisition am Ende des 15. Jahrhunderts, besonders nach 1492 (Alhambra-Edikt), wurden Juden zur Konversion gezwungen oder vertrieben, was die rechtliche Grundlage für die Juderías stark beeinflusste.

## Geographie
Die Calls (von lateinisch callum ‚Gasse‘ oder hebräisch קָהָל Qahal ‚Gemeinschaft‘) ist in den katalanisch sprechenden Regionen Spaniens spätestens seit 1238 der Ausdruck für Judería oder Judenviertel. Es bezeichnet allerdings nur den physischen Ort und gibt in keiner Weise einen Hinweis auf eine jüdische Bevölkerung. Call ist noch nicht einmal Synonym dafür. Die bedeutendsten Calls sind die von Barcelona, Gerona und Palma.
Die Call von Barcelona lag im heutigen Barrio Gótico, im Umkreis der Kathedrale. Sie war die größte Call mit ca. 5.000 Bewohnern. Zwischen der Plaza Sant Jaume und der Straße Sant Honorat befand sich eines der beiden Tore zur Judería. Die derzeitige Straße Sant Domènec del Call war die Hauptader des Viertels. Sie erhielt ihren Namen nach dem Pogrom vom 5. August 1391 im Anschluss an das Festival des Sankt Dominikus. Seit 2018 heißt die Straße Carrer de Salomó ben Adret, nach dem Kabbalisten Salomó ben Adret. Die Plünderungen dauerten zwei ganze Tage, während dessen wurden 200 Juden ermordet und die restlichen vertrieben.
Die Call von Gerona entstand zu Beginn des XII. Jahrhunderts, als die jüdischen Familien, die im Umkreis der Kathedrale gelebt hatten, sich entschlossen, in die Straße La Força umzuziehen, und dort eine Gemeinschaft bildeten. In den Glanzzeiten lebten hier rund 800 Familien. Den Juden war es verboten, außerhalb des Viertels zu leben und Handel zu treiben. Sie wurden außerdem aufgefordert, die Fenster, die zu den Straßen nach außerhalb des Call zeigten, zuzumauern. Wie in Barcelona liegt auch hier die Kathedrale in der alten Judería, aber nur ein kleiner mittelalterlicher Teil besteht noch heute.
Im Call von Palma lebten rund 3.000 Juden oder ca. 15 % der Bevölkerung der Stadt. Obwohl sie nicht in Gänze erhalten ist, ist hier die mittelalterliche Judería am besten erkennbar. Auch sie überstand diverse Angriffe, den letzten im Jahr 1823. Das außergewöhnliche an der Judería von Palma ist, dass sich hier nach der Vertreibung der Juden aus Spanien 1492 eine christliche Gemeinschaft der Xueta ansiedelte, die von ihren Nachbarn als „Kryptojuden“ bezeichnet wurden.
In weiteren Regionen Spaniens gibt es Juderías in Hervás (Cáceres), heute ebenfalls eine der besser erhaltenen, in Córdoba, Sevilla, Jerez de la Frontera, Toledo Málaga und Cuéllar (siehe Karte).

## Architektur
Die Häuser waren gewöhnlich aus Ziegeln, Lehm und Holz gebaut. Die Straßen waren gepflastert und das Viertel war meist eingezäunt. Dies wurde nach den Gesetzen der Örtlichkeiten und aus Sicherheitsgründen angeordnet, da es häufig Überfälle auf die Viertel gab.
Die in der Judería von Hervás verwendeten Kastanienhölzer zwischen den Ziegeln und der Lehmkonstruktion sind typisch für den in Nordspanien üblichen Baustil.

## Netz der Juderías

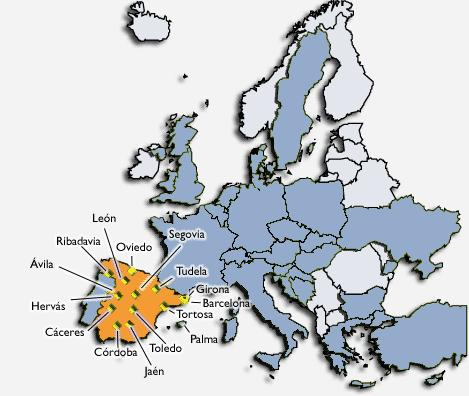
Karte des Juderías-Netzwerks von Spanien

Das Netz der Juderías (spanisch Red de Juderías) von Spanien ist eine öffentliche Non-Profit-Organisation, deren Ziel es ist, das historische, architektonische, künstlerische und kulturelle Erbe der Sefarden in Spanien zu schützen und zu erhalten. Beteiligte Städte sind: Ávila, Barcelona, Cáceres, Córdoba, Gerona, Hervás, Jaén, León, Oviedo, Palma, Ribadavia, Segovia, Toledo, Tortosa und Tudela. Assoziierte Städte sind: Besalú, Calahorra, Estella, Monforte de Lemos, Plasencia und Tarragona.
Die Red ist einer der Träger der Europäischen Vereinigung für die Bewahrung und Förderung von Kultur und Erbe des Judentums, (engl. European Association for the Preservation and Promotion of Jewish Culture and Heritage, AEPJ). Diese veranstaltet alljährlich den Europäischen Tag der jüdischen Kultur.

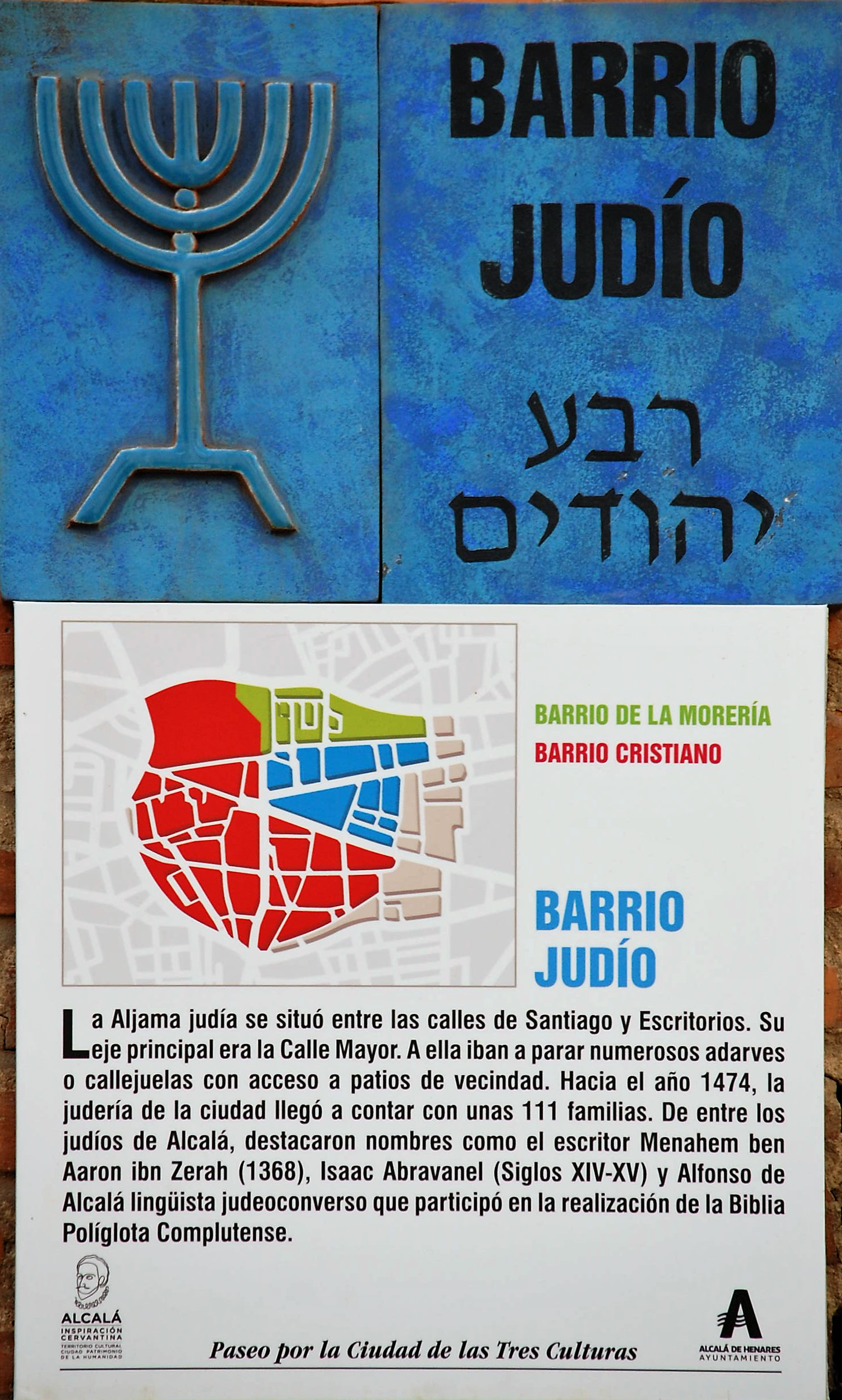
Keramik, die auf das historische „Aljama“ in Alcalá de Henares hinweist.

## Netz der Judiarias von Portugal
In Portugal existiert ebenfalls ein Netzwerk der ehemaligen Juderías, dort Judiarias genannt. Zu dieser Rede de Judiarias gehören derzeit: Belmonte (Portugal), Castelo de Vide, Freixo de Espada à Cinta, Guarda (Portugal), Lamego, Penamacor, Tomar, Torres Vedras, und Trancoso.